# Santa Isabel (San Vicente del Raspeig)
El barrio de Santa Isabel, antiguamente llamado Colonia de Santa Isabel, es una zona del municipio español de San Vicente del Raspeig (Alicante) colindante con la ciudad de Alicante. El barrio cambió su nombre en 2004 por decisión del Ayuntamiento de San Vicente del Raspeig

## Historia
Hacia el año 1964, la Inmobiliaria Raspeig inició la promoción de bloques de viviendas en la partida Torregroses, junto a la carretera de Alicante al límite del término municipal con esta ciudad, dando lugar a un núcleo de población separado del casco urbano de San Vicente del Raspeig, que ya alcanzaba en 1970 una población de unos 900 residentes; actualmente (2004) la cifra de residentes según el Padrón municipal de habitantes supera los 45000. Probablemente a iniciativa de la propia promotora se le otorgó a esa urbanización la denominación de Colonia Santa Isabel, siendo el término "colonia" el adecuado semánticamente por cuanto tal y como recoge el Diccionario de la lengua española de la Real Academia Española se trataba de un grupo de viviendas semejantes o construidas con una idea urbanística de conjunto, lo que concuerda con las características de este núcleo.
Asimismo, y recogiendo la petición de los representantes vecinales, se ha planteado que la denominación de "Colonia" puede presentar una connotación negativa para sus residentes, por lo que en sesión plenaria del 29 de septiembre de 2004, con ocasión del debate de una modificación del planteamiento urbanístico de esta zona, se planteó por todos los grupos municipales la eliminación del término "colonia", sustituyéndolo por otro más aséptico como el de "barrio", cuya primera definición recogida en el DRAE es: cada una de las partes en que dividen los pueblos grandes o sus distritos, denominación que frente a la anterior, tiene actualmente una significación general aplicable a todas las divisiones urbanas.

## Urbanismo
Es un barrio donde históricamente se ha asentado una población humilde. A finales de los años 2000 el barrio estuvo sufriendo remodelaciones en los bloques de viviendas que son visibles desde la Avenida Alicante, sin embargo el resto de bloques, que no son visibles desde la mencionada avenida, siguen en malas condiciones. La construcción en los últimos años de varias urbanizaciones de corte actual han dado un aire nuevo al barrio. También se igualó la carretera CV-828 a la altura del barrio, lo que significó una apertura vial definitiva y de marcado carácter significativo.

## Equipamientos
El barrio dispone de un centro de atención primaria, un instituto público de ESO y bachillerato, un colegio público de educación primaria y una iglesia. En el corazón del barrio se encuentra una pista de fútbol sala, un centro social y un centro juvenil. En el barrio, al otro lado de la CV-828 se encuentra el Centro Comercial San Vicente. Pese a que la autovía A-70 se sitúa limítrofe al barrio de Santa Isabel, no se dispone de una salida cercana al estar en el punto medio de las salidas 69 (Alicante-Villafranqueza) y 70 (Alicante-San Vicente del Raspeig-Universidad de Alicante). En 2008 se terminó de acometer en Santa Isabel el tramo de las obras del colector general del municipio con el fin de evitar inundaciones tras lluvias torrenciales. 
En 2008, año en el que supuestamente se ingauraría la Línea del TRAM San Vicente-Alicante, el barrio estuvo inmerso en una etapa de remodelación urgente, con el fin de maquillar el aspecto de la zona. Finalizando con algunas mejoras en sus accesos y en las fachadas de los bloques de edificios visibles desde las principales vías de tráfico, siendo bastante aparente el deterioro exterior del resto de los bloques de viviendas.

## Demografía
El Ayuntamiento de San Vicente del Raspeig no facilita ningún tipo de datos internos ni de distritos del municipio en su página web oficial. Sin embargo, los últimos datos municipales que se conocen sobre el barrio Santa Isabel datan del año 2004 donde su población ascendía a más de 1500 habitantes.

## Transportes

### Tranvía
- En el barrio Santa Isabel se sitúa la parada del TRAM denominada Santa Isabel (proyectada con el nombre de "Centre Comercial"), perteneciente a la línea 2.

La línea de tranvía está en servicio desde finales de 2013. 
| << Cabecera | < Parada      | Línea | Parada >    | Cabecera >>             |
| ----------- | ------------- | ----- | ----------- | ----------------------- |
| Luceros     | Ciudad Jardín |       | Universidad | San Vicente del Raspeig |

### Autobuses
Itinerario urbano:
- 45: Hospital-Los Girasoles-Barrio Santa Isabel-UA-Centro de Salud II-Centro

Itinerario interurbano:
- 24: Alicante-UA-San Vicente del Raspeig